# Jack Belton
John „Jack“ Belton (irisch Seán de Béalatún; † 23. Februar 1963) war ein irischer Politiker und saß von 1948 bis zu seinem Tod im Dáil Éireann, dem Unterhaus des irischen Parlaments.
Belton wurde 1948 erstmals für die Fine Gael im Wahlkreis Dublin North-East in den Dáil Éireann gewählt. In den Jahren 1951, 1954, 1957 sowie 1961 wurde er jeweils wiedergewählt. Als er im Februar 1963 während des 17. Dáil starb, wurde sein Bruder Paddy Belton bei den darauf folgenden Nachwahlen in das Unterhaus gewählt.
Belton gehörte auch dem Stadtrat von Dublin an und bekleidete vom 30. September 1950 bis Juni 1951 das Amt des Oberbürgermeisters der Stadt (Lord Mayor of Dublin).

## Familie
Jack Belton entstammte einer politisch sehr aktiven Familie. Bereits sein Vater Patrick Belton war Abgeordneter im Dáil Éireann. Aber auch Jack Beltons Brüder Paddy und Richard schlugen diese Karriere ein. Richards Tochter Avril Doyle saß von 2004 bis 2009 im Europäischen Parlament.